# 20 kilomètres marche masculin aux championnats du monde d'athlétisme 2013
Navigation
Daegu 2011 Pékin 2015
L'épreuve du 20 kilomètres marche masculin des Championnats du monde de 2013 a lieu le 11 août 2013 dans la ville de Moscou, avec un départ et une arrivée au Stade Loujniki. 

## Records et performances

### Records
Les records du 20 km marche hommes (mondial, des championnats et par continent) étaient avant les championnats 2013 les suivants.
| Record                    | Athlète             | Pays      | Temps           | Lieu              | Date              |
| ------------------------- | ------------------- | --------- | --------------- | ----------------- | ----------------- |
| Record du monde           | Vladimir Kanaykin   | Russie    | 1 h 17 min 16 s | Saransk           | 29 septembre 2007 |
| Record des championnats   | Jefferson Pérez     | Équateur  | 1 h 17 min 21 s | Paris Saint-Denis | 23 août 2003      |
| Record d'Afrique'         | Hatem Ghoula        | Tunisie   | 1 h 19 min 02 s | Eisenhüttenstadt  | 10 mai 1997       |
| Record d'Asie             | Zhu Hongjun         | Chine     | 1 h 17 min 41 s | Cixi              | 23 octobre 2000   |
| Record d'Amérique du Nord | Julio René Martínez | Guatemala | 1 h 17 min 46 s | Eisenhüttenstadt  | 8 mai 1999        |
| Record d'Amérique du Sud  | Jefferson Pérez     | Équateur  | 1 h 17 min 21 s | Paris Saint-Denis | 23 août 2003      |
| Record d'Europe           | Vladimir Kanaykin   | Russie    | 1 h 17 min 16 s | Saransk           | 29 septembre 2007 |
| Record d'Océanie          | Nathan Deakes       | Australie | 1 h 17 min 33 s | Cixi              | 23 avril 2005     |

### Meilleures performances de l'année 2013
Les dix coureurs les plus rapides de l'année sont, avant les championnats (au 27 juillet 2013), les suivants.
|    | Athlète        | Pays     | Temps           | Lieu         | Date            |
| -- | -------------- | -------- | --------------- | ------------ | --------------- |
| 1  | Petr Trofimov  | Russie   | 1 h 18 min 28 s | Sotchi       | 23 février 2013 |
| 2  | Yūsuke Suzuki  | Japon    | 1 h 18 min 34 s | Nomi (Japon) | 10 mars 2013    |
| 3  | Li Jianbo      | Chine    | 1 h 18 min 52 s | Taicang      | 1er mars 2013   |
| 4  | Cai Zelin      | Chine    | 1 h 18 min 55 s | Taicang      | 1er mars 2013   |
| 5  | Andrey Ruzavin | Russie   | 1 h 19 min 06 s | Sotchi       | 23 février 2013 |
| 6  | Wang Zhen      | Chine    | 1 h 19 min 08 s | Lugano       | 17 mars 2013    |
| 7  | Petr Bogatyrev | Russie   | 1 h 19 min 36 s | Tcheboksary  | 8 juin 2013     |
| 8  | Eider Arévalo  | Colombie | 1 h 19 min 45 s | Poděbrady    | 13 avril 2013   |
| 9  | Erik Tysse     | Norvège  | 1 h 19 min 51 s | Poděbrady    | 13 avril 2013   |
| 10 | Denis Strelkov | Russie   | 1 h 19 min 53 s | Sotchi       | 23 février 2013 |

## Médaillés
| Or              | Argent                   | Bronze            |
| Chen Ding (CHN) | Miguel Ángel López (ESP) | João Vieira (POR) |

## Critères de qualification
Pour se qualifier pour les Championnats, il fallait avoir réalisé moins de 1 h 24 min 00 s (finale A) et 1 h 26 min 00 s (finale B) entre le 1er janvier 2012 et le 29 juillet 2013.

## Faits marquants
L'épreuve est remportée initialement par le Russe Aleksandr Ivanov, mais ce dernier est finalement déclassé pour dopage. La victoire revient donc au Chinois Chen Ding, champion olympique en 2012 à Londres, devant l'Espagnol Miguel Ángel López et le Portugais João Vieira.

## Résultats
| Rang               | Athlète                    | Nationalité    | Temps           | Notes |
| ------------------ | -------------------------- | -------------- | --------------- | ----- |
| —                  | Aleksandr Ivanov           | Russie         |                 | DQ    |
| Médaille d'or      | Chen Ding                  | Chine          | 1 h 21 min 09 s | SB    |
| Médaille d'argent  | Miguel Ángel López         | Espagne        | 1 h 21 min 21 s | SB    |
| Médaille de bronze | João Vieira                | Portugal       | 1 h 22 min 05 s |       |
| 4                  | Denis Strelkov             | Russie         | 1 h 22 min 06 s |       |
| 5                  | Takumi Saitō               | Japon          | 1 h 22 min 09 s |       |
| 6                  | Ruslan Dmytrenko           | Ukraine        | 1 h 22 min 14 s |       |
| 7                  | Inaki Gomez                | Canada         | 1 h 22 min 21 s | SB    |
| 8                  | Christopher Linke          | Allemagne      | 1 h 22 min 36 s | SB    |
| 9                  | Kim Hyun-sub               | Corée du Sud   | 1 h 22 min 50 s | SB    |
| 10                 | Dane Alex Bird-Smith       | Australie      | 1 h 23 min 06 s |       |
| 11                 | Yūsuke Suzuki              | Japon          | 1 h 23 min 20 s |       |
| 12                 | Jaime Quiyuch              | Guatemala      | 1 h 23 min 24 s |       |
| 13                 | Matteo Giupponi            | Italie         | 1 h 23 min 27 s | SB    |
| 14                 | Andrii Kovenko             | Ukraine        | 1 h 23 min 46 s |       |
| 15                 | Alexandros Papamihail      | Grèce          | 1 h 23 min 48 s | SB    |
| 16                 | José Leonardo Montaña      | Colombie       | 1 h 23 min 50 s | SB    |
| 17                 | Rolando Saquipay           | Équateur       | 1 h 24 min 01 s | SB    |
| 18                 | Rafał Augustyn             | Pologne        | 1 h 24 min 03 s |       |
| 19                 | Benjamin Thorne            | Canada         | 1 h 24 min 26 s |       |
| 20                 | Anton Kučmín               | Slovaquie      | 1 h 24 min 38 s |       |
| 21                 | Yerko Araya                | Chili          | 1 h 24 min 42 s | SB    |
| 22                 | Ato Ibáñez                 | Suède          | 1 h 24 min 49 s |       |
| 23                 | Álvaro Martín              | Espagne        | 1 h 25 min 12 s |       |
| 24                 | Marius Žiūkas              | Lituanie       | 1 h 25 min 17 s |       |
| 25                 | Cai Zelin                  | Chine          | 1 h 25 min 31 s |       |
| 26                 | Hatem Ghoula               | Tunisie        | 1 h 25 min 41 s |       |
| 27                 | Giorgio Rubino             | Italie         | 1 h 25 min 42 s |       |
| 28                 | Bertrand Moulinet          | France         | 1 h 26 min 12 s | SB    |
| 29                 | Ivan Losyev                | Ukraine        | 1 h 26 min 32 s |       |
| 30                 | Alex Wright                | Royaume-Uni    | 1 h 26 min 40 s |       |
| 31                 | Diego Flores               | Mexique        | 1 h 26 min 46 s |       |
| 32                 | Gurmeet Singh              | Inde           | 1 h 26 min 47 s |       |
| 33                 | Chandan Singh              | Inde           | 1 h 26 min 51 s |       |
| 34                 | Mauricio Arteaga           | Équateur       | 1 h 27 min 35 s |       |
| 35                 | Georgiy Sheiko             | Kazakhstan     | 1 h 27 min 41 s |       |
| 36                 | Isaac Palma                | Mexique        | 1 h 28 min 14 s |       |
| 37                 | Perseus Karlstrom          | Suède          | 1 h 28 min 20 s | SB    |
| 38                 | Choe Byeong-kwang          | Corée du Sud   | 1 h 28 min 26 s |       |
| 39                 | Sérgio Vieira              | Portugal       | 1 h 28 min 34 s |       |
| 40                 | Máté Helebrandt            | Hongrie        | 1 h 28 min 49 s |       |
| 41                 | Arnis Rumbenieks           | Lettonie       | 1 h 29 min 13 s |       |
| 42                 | Federico Tontodonati       | Italie         | 1 h 29 min 26 s |       |
| 43                 | Francisco Arcilla          | Espagne        | 1 h 29 min 38 s |       |
| 44                 | Vitaliy Anichkin           | Kazakhstan     | 1 h 30 min 02 s |       |
| 45                 | Juan Manuel Cano           | Argentine      | 1 h 30 min 45 s | SB    |
| 46                 | Anibal Paau                | Guatemala      | 1 h 30 min 54 s |       |
| 47                 | Dzianis Simanovich         | Biélorussie    | 1 h 31 min 52 s |       |
| —                  | Andrey Ruzavin             | Russie         | —               | DQ    |
| 48                 | Rhydian Cowley             | Australie      | 1 h 33 min 35 s |       |
| 49                 | Alejandro Francisco Florez | Suisse         | 1 h 35 min 01 s |       |
| 50                 | Ebrahim Rahimian           | Iran           | 1 h 35 min 46 s |       |
| 51                 | Tim Seaman                 | États-Unis     | 1 h 36 min 35 s |       |
| -                  | Irfan Kolothum Thodi       | Inde           |                 | DSQ   |
| -                  | Erick Barrondo             | Guatemala      |                 | DSQ   |
| -                  | Wang Zhen                  | Chine          |                 | DSQ   |
| -                  | Byun Young-jun             | Corée du Sud   |                 | DSQ   |
| -                  | Caio Bonfim                | Brésil         |                 | DSQ   |
| -                  | Lebogang Shange            | Afrique du Sud |                 | DNF   |
| -                  | Dawid Tomala               | Pologne        |                 | DNF   |
| -                  | Eider Arévalo              | Colombie       |                 | DNF   |
| -                  | Luis Fernando López        | Colombie       |                 | DNF   |
| -                  | Kévin Campion              | France         |                 | DNF   |
| -                  | Hassanine Sebei            | Tunisie        |                 | DNF   |

## Légende
Records et Performances
- AR : Record continental (area record)
- CR : Record des championnats (championship record)
- MR : Record du meeting (meet record)
- NR : Record national (national record)
- OR : Record olympique (olympic record)
- PR : Record paralympique (paralympic record)
- PB : Record personnel (personal best)
- SB : Meilleure performance personnelle de la saison (season's best)
- WL : Meilleure performance mondiale de l'année (world leader)
- WJR : Record du monde junior (world junior record)
- WR : Record du monde (world record)

Circonstances et Conditions
- DNF : N'a pas terminé (did not finish)
- DNS : N'a pas pris le départ (did not start)
- DQ : Disqualification (disqualification)
- NM : Aucun essai valable enregistré (No Mark)
- Q : Qualifié « directement » au prochain tour (ou à la prochaine compétition), lors d'une compétition majeure, grâce au classement ou à la réalisation des minima (automatic qualifier)
- q : Qualifié au prochain tour (ou à la prochaine compétition), lors d'une compétition majeure, grâce au repêchage ou à la réalisation de l'une des meilleures performances parmi celles des « non qualifiés directement » (grâce au meilleur temps ou à la meilleure distance par exemple) (secondary qualifier)